# 여주 고달사지 석조대좌
여주 고달사지 석조대좌(驪州 高達寺址 石造臺座)는 경기도 여주시 북내면 상교리, 고달사지에 있는 고려시대의 화강석제 불좌이다.
1963년 1월 21일 대한민국의 보물 제8호 고달사지석불좌(高達寺址石佛座)로 지정되었다가, 2010년 8월 25일 현재의 명칭으로 변경되었다.

## 개요
고달사는 신라 경덕왕 23년(764)에 창건되었으나, 누구에 의해 창건되었는지 확실히 알 수 없다. 이 석불대좌는 불상(佛像)은 없어진 채 대좌만 제 자리를 지키고 있는데, 보존상태가 거의 완벽하다.
받침돌은 위·중간·아래의 3단으로, 각기 다른 돌을 다듬어 구성하였는데, 윗면은 불상이 놓여져 있던 곳으로 잘 다듬어져 있다. 아래받침돌과 윗받침돌에는 연꽃잎을 서로 대칭되게 돌려 새겼다. 이 대좌가 사각형으로 거대한 규모이면서도 유연한 느낌을 주는 것은 율동적이면서 팽창감이 느껴지는 연꽃잎의 묘사 때문이다. 이와 같은 연꽃잎의 표현 수법은 여주 고달사지 승탑(국보 제4호) 아래받침돌과 매우 비슷하며, 가운데 꽃잎을 중심으로 좌우로 퍼져나가는 모양으로 배열하는 방법은 고려시대의 양식상 공통된 특징이다.
조각솜씨가 훌륭한 사각형 대좌의 걸작으로, 절터에 있는 여주 고달사지 승탑이 고려 전기의 일반적인 양식을 따르고 있는 것으로 보아, 이 대좌도 10세기 후반에 만들어진 것으로 보인다.

## 특징
총 높이는 1.48m로 고달사 터에 남아 있으며, 대좌(臺座)가 3단이고 각 단이 다른 돌로 되어 있는데 기본형은 4각형이다. 윗단의 윗면은 불상을 안치하던 곳으로 1단의 각형받침이 있다.
이 석조대좌는 불상은 없어진 채 대좌만 덩그렇게 제자리를 지키고 있는데, 보존상태가 거의 완벽하고 조각솜씨가 명쾌한 4각대좌의 수작이다.
이 대좌는 장방형의 석재를 상중하대등 3종으로 겹쳐놓은 이른바 방형대좌 상대는 앙련을 시원하고 뚜렷하게 조각했고 중대는 4면에 모두 하나의 큼직한 안상을 음각했는데 솜씨가 명쾌하며, 하대는 상대와 같은 수법의 연꽃을 복련으로 새기고 그 아래로 안상도 조각하고 있다. 말하자면 방형의 중첩과 연꽃과 안상무늬의 교체를 명쾌하고 산뜻한 조각솜씨로 조화시킨 고려 초기 역작의 석조대좌라 할 수 있다.

## 같이 보기
- 여주 고달사지

## 참고 자료
- 여주 고달사지 석조대좌 - 국가유산청 국가유산포털